# Joan Nogués i Pon
Joan Nogués i Pon (Barcelona, 19 de desembre, 1875- Barcelona, 27 de febrer de 1930) fou un guitarrista, crític musical i pedagog musical català.
Fill de Magí Antoni Nogués i Vidal natural de Valls i Concepció Pon i Angelet natural de Barcelona. Nebot del guitarrista Joan Pon i Angelet. Des d'infant mostrà grans aptituds per la música, singularment per la guitarra, i a onze anys començà els seus estudis d'aquest instrument sota la direcció de Miquel Mas Bargalló, del qual arribà a ser un dels deixebles preferits. A tretze anys va tenir alguna actuació en públic que va fer que es mostrés com una jove promesa en el món de la guitarra, però segons les notes que ell mateix va inserir sobre ell mateix en el Diccionari de la Música Il·lustrada. Les dificultats econòmiques van fer que els seus pares l'obliguessin a dedicar-se al comerç dels catorze als vint-i-tres anys. Tot i això, continua els seus estudis de guitarra i el setembre de 1894, quan tenia tan sols dinou anys, guanyà per oposició la plaça de guitarra de l'Escola de Cecs de Barcelona. Més tard, pels seus mèrits i laboriositat, arribà al càrrec de director de la referida escola, càrrec que va haver d'abandonar en convertir-se aquell centre a un caràcter mèdico-docent.
També es dedicà a l'estudi de la mandolina espanyola, l'ensenyança de la qual li fou concedida per l'Ajuntament el 1904. Després cursà la carrera de magisteri, revalidant-se el 1912, i el 1916 de l'especialitat pedagògica Montessori. En veure's un xic lliure dels seus deures docents, retornà a la seva tasca de concertista, iniciada brillantment anys enrere, i amb èxit notable es presentà primerament en la Sala Mozart (Barcelona), recorrent seguidament en una sèrie de memorables audicions, diverses ciutats de Catalunya, Andalusia, el nord d'Espanya, Madrid (1925). Cal destacar, especialment, el concert que va oferir al Palau de la Música Catalana, patrocinat per l'Associació Amics de la Música.
Entre els seus nombrosos deixebles cal consignar en Baldomero Zapater (1886-1961), que va assolir ressonants èxits a Alemanya, Gonzalo González More i Concepció Sánchez Ferrer, entre d'altres. Fou un esperit d'ampla cultura i desenvolupà durant diversos anys amb gran encert la crítica musical a El Día Gráfico, de Barcelona.
Estudià a l'Escola Municipal de Música de Barcelona, i va ser-hi professor de guitarra entre 1923 (quan hi substituí el seu mestre Miquel Mas) i el 1930.
Compongué una trentena d'obres per a guitarra, algunes de les quals transcrigué per a petita orquestra. Se'n poden destacar
- una Masurca;
- un Estudi;
- la serenata Andalusia;
- els Preludios;
- i el Minuetto.